# 장쉬안
장쉬안(중국어 간체자: 张璇, 정체자: 張璇, 병음: Zhāng xuán, 한자음: 장선, 1968년 6월 22일 ~ )은 중국 푸저우시 출신의 중국기원 소속 바둑 기사이다. 창하오 9단의 부인이다.

## 소개
1982년에 4단을 인정받았고, 1997년에 8단이 되었다. 1990년 전국위기개인전 여자부에서 우승했다. 1999년 창하오와 결혼했다.